# Radicula (protista)
Radicula es un género de foraminífero bentónico de la subfamilia Astrorhizinae, de la familia Astrorhizidae, de la superfamilia Astrorhizoidea, del suborden Astrorhizina y del orden Astrorhizida. Su especie-tipo es Radicula limosa. Su rango cronoestratigráfico abarca el Holoceno.

## Discusión
Clasificaciones previas incluían Radicula en el suborden Textulariina y en el orden Textulariida

## Clasificación
Radicula incluye a las siguientes especies:
- Radicula limosa
- Radicula ramosa
- Radicula sylvestris